# Azzurra Hockey Novara
L'Azzurra Hockey Novara, detto comunemente Azzurra Novara, è una società italiana di hockey su pista con sede a Novara. Nella stagione 2024-2025 milita in Serie A1 dopo aver ottenuto la promozione dalla Serie A2.

## Storia

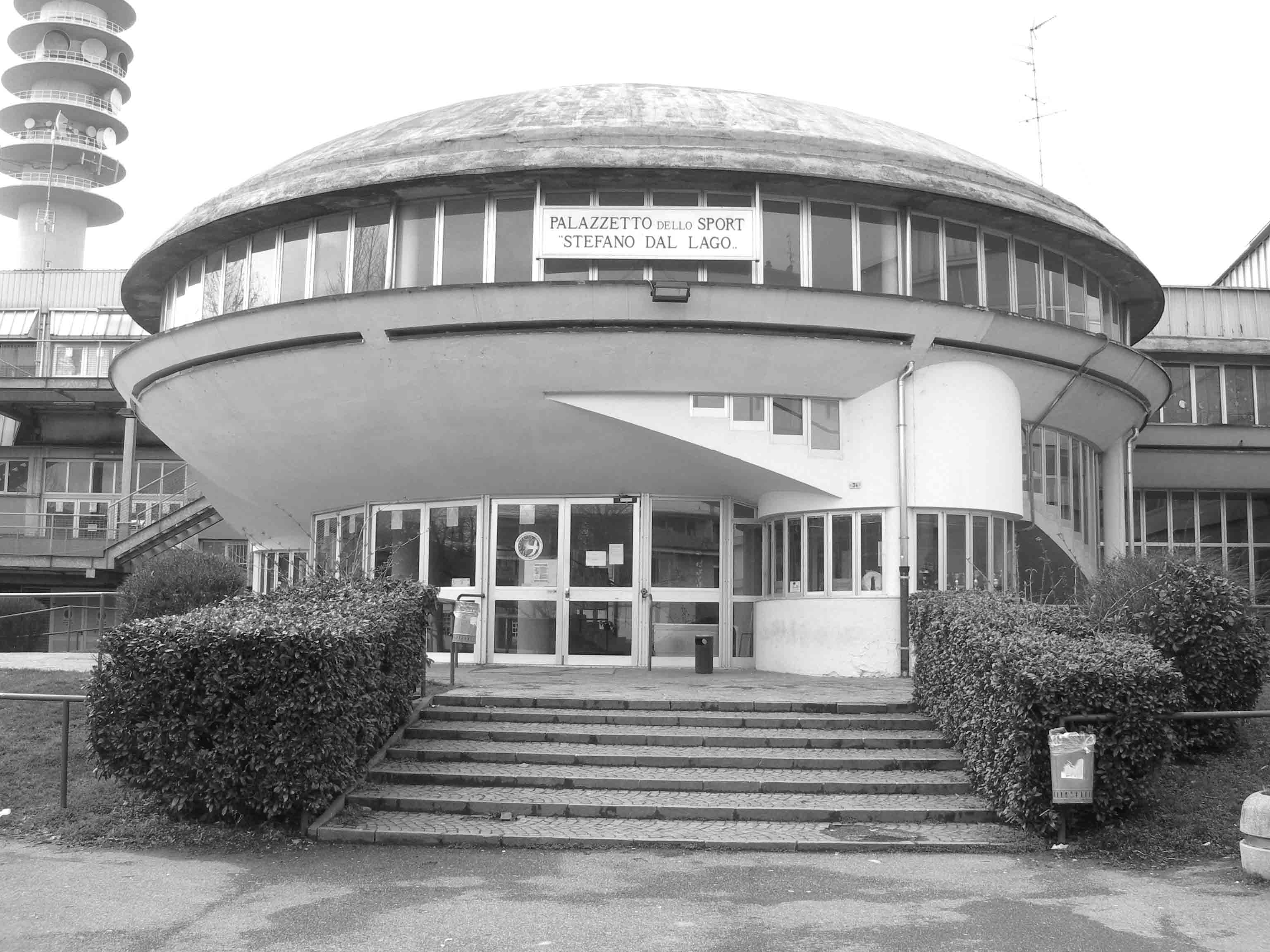
Il Palasport Dal Lago casa storica dell'hockey novarese

L'Azzurra Hockey Novara è stata fondata nel 2013, dopo che l'A.S.D. Hockey Novara (ex Roller 3000) aveva cessato tutte le attività. Il club non ha nessun collegamento con la storica società Hockey Novara.
Dopo una prima stagione in cui svolsero solo l'attività giovanile, disputando allenamenti e partite al PalaVerdi, nel 2014-2015 si iscrissero alla serie B. Al termine della stagione 2015-2016 il club fu ripescato in serie A2.
La prima stagione in serie A2 vide i piemontesi disputare un buon campionato terminando al sesto posto finale con ventinove punti in classifica a solo quattro lunghezze dalla zona play-off promozione. Più amara invece si rivelò la stagione 2017-2018 che vide l'Azzurra arrivare all'undicesimo posto in classifica e venire retrocessa sul campo in serie B; in seguito fu ripescata per completare gli organici della Serie A2. Anche la stagione seguente terminò con una nuova retrocessione nella terza serie. Il ritorno in serie A2 avvenne nel 2020-2021. Nel 2021-2022 l'Azzurra conquistò un ottimo terzo posto finale nel girone A e la partecipazione ai play-off promozione, dove venne eliminata dall'Hockey Club Montecchio Precalcino nei quarti di finale. Il miglior risultato nel campionato cadetto viene colto nel 2023-2024 con il primo posto nel girone A e la promozione in Serie A1.

## Cronistoria
| Cronistoria dell'Azzurra Hockey Novara |
| --- |
| - 2013 · Fondazione dell'Azzurra Hockey Novara. - 2013-2014 · Attività giovanile. - 2014-2015 · 2ª nel girone A in Serie B. Eliminata agli spareggi nazionali. - 2015-2016 · 3ª nel girone A in Serie B. 6ª alle Final Eight. - 2016-2017 · 6ª in Serie A2. - 2017-2018 · 11ª in Serie A2. Retrocessa in Serie B. Quarti di finale della Federation Cup. - 2018-2019 · 12ª in Serie A2. Retrocessa in Serie B. Prima fase della Federation Cup. - 2019-2020 · 8ª nel girone A in Serie B . - 2020-2021 · 12ª nel girone A in Serie A2. Retrocessa in Serie B. - 2021-2022 · 3ª nel girone A in Serie A2. Quarti di finale play-off promozione. - 2022-2023 · 5ª nel girone A in Serie A2. - 2023-2024 · 1ª nel girone A in Serie A2. Promossa in Serie A1. - 2024-2025 · 13ª in Serie A1. 1ª ai Playout. |

## Colori e simboli
L'uniforme principale di gioco è formata da: maglia azzurra, pantaloncini e calzettoni bianchi che richiama la tenuta di gioco dell'Hockey Novara. Nel simbolo della squadra vi è una mazza da hockey con pallina seguita dal nome del club con sotto la Croce di San Giovanni Battista stilizzata, stemma della città di Novara.

## Strutture
L'Azzurra Hockey Novara gioca al Palasport Dal Lago, o in alternativa al PalaVerdi.

## Organigramma societario
- Presidente: Roberto Scacchetti
- Vicepresidente: Alberto Migliaretti
- Consiglieri: Massimo Fortina, Edoardo Silvestri, Raffaella Mariotti, Claudio Battistella, Corrado Galdini, Pierluigi Vecchi
- Direttore sportivo: Davide Costanzo
- Segretario: Alessandro Maffè

- 2013-2016:  Massimo Ferrari
- 2016-2021:  Massimiliano Baldina
- 2021-:  Roberto Scacchetti

- 2013-2015:  Fulvio Macini
- 2015-2018:  Mario Ferrari
- 2018-2019:  Erasmo Marcon
- 2019-2021:  Claudio Battistella
- 2021-2022:  Mario Ferrari
- 2022-2023:  Mario Aguero
- 2023[10]-2024:  Paolo Campanati
- 2024-2025:  Sergi Punset
- 2025:  Paolo Campanati
- 2025-:  Massimo Tataranni

## Palmarès
- Campionato italiano di serie B/A2: 1

2023-2024 (Girone A)

## Statistiche

### Partecipazioni ai campionati
| Livello | Categoria | Partecipazioni | Debutto   | Ultima stagione | Totale |
| ------- | --------- | -------------- | --------- | --------------- | ------ |
| 1º      | Serie A1  | 2              | 2024-2025 | 2025-2026       | 2      |
| 2º      | Serie A2  | 7              | 2016-2017 | 2023-2024       | 7      |
| 3º      | Serie B   | 3              | 2014-2015 | 2019-2020       | 3      |

### Partecipazione alle coppe nazionali
| Competizione   | Partecipazioni | Debutto   | Ultima stagione |
| -------------- | -------------- | --------- | --------------- |
| Federation Cup | 2              | 2017-2018 | 2018-2019       |

## Organico

### Giocatori
| N° | Naz.                  | Ruolo | Sportivo             |  |  |  |
| -- | --------------------- | ----- | -------------------- |  |  |  |
| 1  | Italia (bandiera)     | P     | Filippo Fongaro      |  |  |  |
| 96 | Italia (bandiera)     | D     | Giorgio Maniero      |  |  |  |
| 9  | Italia (bandiera)     | A     | Domenico Illuzzi     |  |  |  |
| 11 | Argentina (bandiera)  | A     | Ramiro Javier Torres |  |  |  |
| 12 | Italia (bandiera)     | P     | Simone Pigato        |  |  |  |
| 3  | Italia (bandiera)     | D     | Matteo Brusa         |  |  |  |
| 36 | Portogallo (bandiera) | D     | Bruno Dinis          |  |  |  |
| 66 | Argentina (bandiera)  | A     | Juan Josè Moyano     |  |  |  |
| 76 | Italia (bandiera)     | D     | Gabriele Gavioli     |  |  |  |

### Staff tecnico
- Allenatore:  Massimo Tataranni